# Józef Nowara
Józef Jan Nowara (Kostuchna, 25 febbraio 1945 – Lussemburgo, 10 novembre 1984) è stato uno schermidore polacco, vincitore di una medaglia d'argento ed una di bronzo ai campionati mondiali di scherma.